# Konstadínos Filippídis
Konstadínos « Kóstas » Filippídis (en grec moderne : Κώστας Φιλιππίδης, né le 26 novembre 1986 à Athènes) est un athlète grec, spécialiste du saut à la perche, champion du monde en salle en 2014.

## Biographie

### Débuts

#### 1999 - 2004
Konstadínos « Kostas » Filippídis débute en 1999 l'athlétisme et le saut à la perche à l'âge de 13 ans après avoir pratiqué la gymnastique pendant dix ans, étant trop grand pour pratiquer la discipline à haut niveau (1,70 m à l'époque). Motivé par la compétition grâce à ses records personnels améliorés chaque année, il participe à sa première compétition internationale en 2003 à Sherbrooke (Canada) où il dispute les Championnats du monde jeunesse. Auteur cette année-là d'une meilleure marque personnelle de 5,22 m, il termine au pied du podium de la finale avec 4,95 m.
En 2004, il échoue à nouveau au pied du podium lors des Championnats du monde juniors de Grosseto avec 5,35 m. Il avait sauté peu avant 5,50 m à La Canée. En août suivant, il est choisi pour sa jeunesse et son physique pour allumer la Flamme olympique à Olympie des Jeux olympiques de 2004 dans sa ville natale, Athènes.

### Carrière prometteuse

#### Éclosion (2005)
En 2005, il améliore son record personnel de dix centimètres lors des Jeux méditerranéens d'Almería pour remporter la médaille d'or (5,60 m). Il prend ensuite la seconde place des Championnats d'Europe juniors avec 5,45 m.
Sa meilleure performance absolue a lieu lors des Universiade d'Izmir où il remporte la médaille d'argent en franchissant une barre à 5,75 m à son second essai, améliorant le record de Grèce et sa marque de quinze centimètres. Il échoue ensuite par trois fois à 5,80 m, barre que seul l'Allemand Björn Otto parvient à maitriser à son troisième essai.
Il subit une contre-performance lors des Championnats du monde d'Helsinki où il est éliminé dès les qualifications avec 5,40 m. En 2006, il est également éliminé en qualifications des Championnats d'Europe de Göteborg avec 5,35 m.

#### Suspension (2007 - 2009)
Le 16 juin 2007, Filippídis est testé positif à l'Etilephrine hors-compétition lors des Championnats de Grèce. Il est suspendu deux ans par l'IAAF de juillet 2007 à juillet 2009. Après de multiples demandes sur la réduction de sa peine, il est autorisé à reprendre la compétition le 16 février 2009.

### Retour difficile sur les pistes

#### Retour (2009 - 2011)
Filippídis fait son retour sur les pistes en 2009 lors des Championnats d'Europe par équipes à Leiria (Portugal) où il prend la quatrième place avec 5,65 m. Il participe ensuite aux Universiades de Belgrade où il ne prend que la neuvième place du concours avec 5,15 m et est sélectionnée aux Championnats du monde de Berlin mais quitte la compétition dès les qualifications (5,55 m).

En 2010, il améliore son propre record de Grèce en salle avec 5,70 m puis termine quatrième des Championnats du monde en salle de Doha avec 5,65 m, devancé aux essais pour la médaille de bronze par l'Allemand Alexander Straub. L'été suivant, aux Championnats d'Europe de Barcelone, il est éliminé dès les qualifications avec 5,40 m.

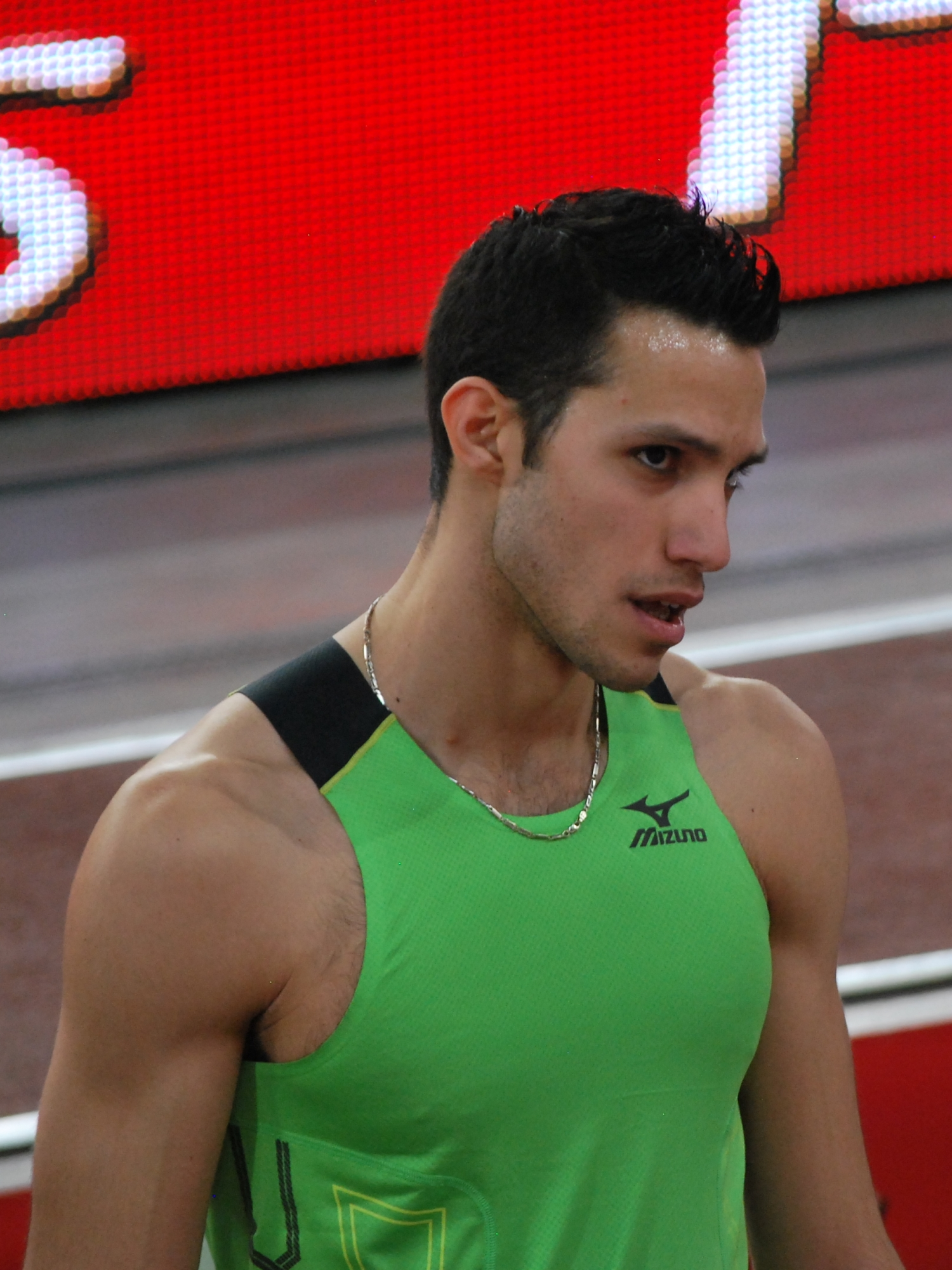
Konstadínos Filippídis lors de la Pedros Cup 2015 à Łódź.

En 2011, Konstadínos renoue avec les performances en améliorant son record de Grèce en salle avec 5,72 m. Il se classe par la suite cinquième des Championnats d'Europe en salle de Paris avec 5,61 m. Durant l'été, il égale son record national de 2005 pour finir sixième des mondiaux de Daegu en franchissant 5,75 m à son second essai, avant d'échouer par trois fois à 5,85 m. Il prend en fin de saison la troisième place du classement général de la Ligue de diamant, remportée par le français Renaud Lavillenie.

### 2012 - 2015

#### Des années régulières (2012 - 2013)
Lors de l'hiver 2012, Filippídis améliore pour la troisième fois consécutive son record national en franchissant 5,75 m à Istanbul. Quelques semaines plus tard, il prend une septième place en finale des mondiaux en salle dans cette même ville (5,60 m). En Juin, il se classe cinquième des Championnats d'Europe d'Helsinki avec 5,72 m (SB).
A Londres, pour ses premiers Jeux olympiques, il passe le cap des qualifications et prend une septième place en finale avec 5,65 m, avant de butter par trois fois à 5,75 m. Quelques semaines après, à Lausanne, il franchit 5,76 m puis 5,80 m, nouveaux records de Grèce. En fin de saison, il prend la septième place de la Ligue de diamant, remportée une nouvelle fois par Renaud Lavillenie.
Le 31 janvier 2013 à Linz, Konstadínos Filippídis bat son propre record de Grèce absolu en franchissant 5,83 m, mieux que ses performances de Lausanne (5,80 m) et Istanbul (5,75 m) mais ne termine que quatrième des Championnats d'Europe en salle de Göteborg avec 5,76 m, étant devancé aux essais par les Allemands Björn Otto et Malte Mohr mais également par Renaud Lavillenie (6,01 m). Aux mondiaux en plein air de Moscou, il prend une honorable dixième place (5,65 m).
Le 7 septembre 2013 à Lille, Konstadinos Filippidis remporte la première édition du Perch'in Lille en franchissant une barre à 5,81 m soit deux centimètres en dessous de son propre record de Grèce ; il devance ainsi Valentin Lavillenie de trente centimètres.

#### Champion du monde en salle (2014)

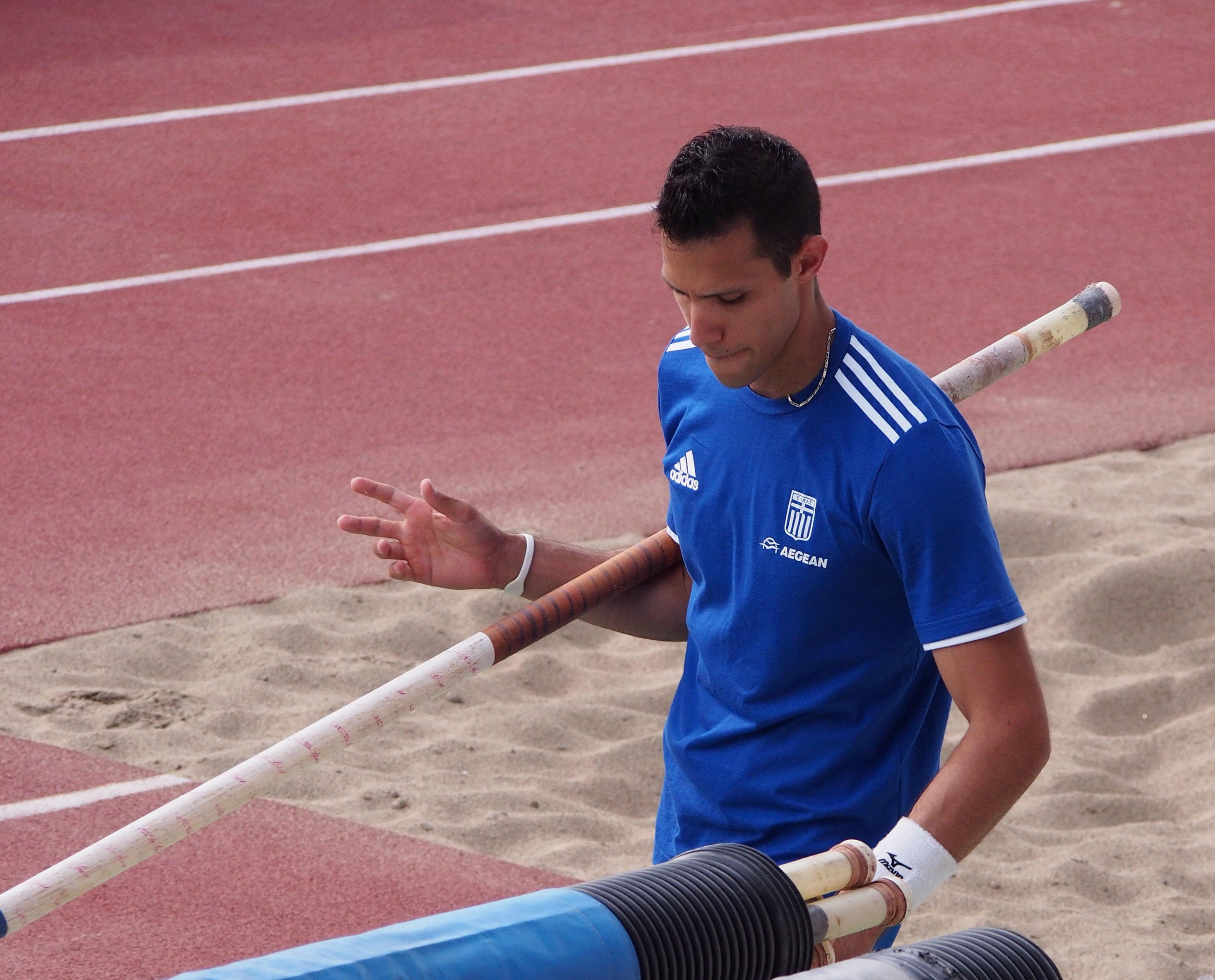
Konstadínos Filippídis lors des Championnats d'Europe par équipes 2015 à Héraklion.

Kostas Filippidis se qualifie pour les Championnats du monde en salle de Sopot en réalisant les minimas avec 5,77m. Il fait partie des favoris, tout comme l'Allemand Malte Mohr et le Britannique Luke Cutts, profitant de l'absence de Renaud Lavillenie pour blessure depuis son récent record du monde. Lors de cette finale, Fillipidis franchit successivement toutes ses barres aux premiers essais jusque 5,80 m avant d'échouer par trois fois à 5,85 m. Il signe sa meilleure performance personnelle de la saison et remporte à cette occasion le titre mondial en devançant Malte Mohr et le Tchèque Jan Kudlička, respectivement médaillés d'argent et de bronze.
Filippidis, tout frais champion du monde, commence sa saison estivale lors du Shanghai Golden Grand Prix où il prend la seconde place du concours avec 5,62 m, derrière Renaud Lavillenie (5,92 m). Par la suite, il termine troisième des Bislett Games d'Oslo, à nouveau devancé par Renaud Lavillenie (5,77 m) et par Malte Mohr (5,70 m). Une semaine plus tard, il se classe troisième des Championnats d'Europe par équipes de Tallinn avec 5,30 m, devancé par le Belge Arnaud Art et le Portugais Edi Maia (5,42 m).
Aux Championnats d'Europe de Zurich, il termine septième de la finale du concours (5,60 m) remporté par Renaud Lavillenie (5,90 m). Le 21 août, il remporte le Dagens Nyheter Galan de Stockholm avec la même marque. Il établit sa meilleure performance personnelle de la saison à Berlin le 31 août en franchissant 5,70 m. Lors de la finale de la Ligue de diamant, il termine deuxième avec 5,65 m, derrière Renaud Lavillenie (5,93 m). Il termine deuxième du classement général à l'issue des sept meetings.

#### Victoire à Paris, élimination prématurée aux mondiaux (2015)
Discret durant l'hiver 2015, Filippidis se classe tout de même cinquième des Championnats d'Europe en salle de Prague avec 5,75 m (SB).

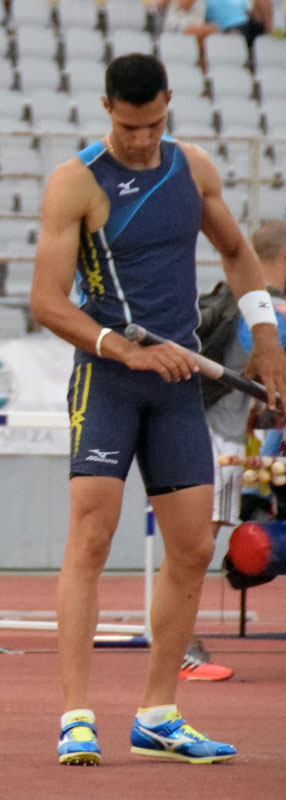
Kostas Filippidis.

Il commence sa saison lors du meeting de Doha de la Ligue de diamant 2015 où il remporte le concours avec 5,75 m, devançant l'Allemand Carlo Paech (5,60 m) et l'Argentin German Chiaraviglio (5,60 m). Le 7 juin 2015, il s'améliore ultérieurement à La Canée en 5,77 m.
Le 21 juin 2015 à Héraklion, il porte son meilleur saut, au premier essai, à 5,80 m pour remporter l'épreuve de la perche des Championnats d'Europe par équipes, première ligue devant Jan Kudlička (5,75 m). Le 4 juillet 2015, il remporte le meeting Areva de Paris en franchissant 5,91 m, nouveau record de Grèce amélioré de huit centimètres, devant notamment Thiago Braz da Silva (5,86 m) et Sam Kendricks (5,81 m) mais aussi Kévin Menaldo (5,81 m) et Renaud Lavillenie (5,71 m).
Prétendant pour le podium aux championnats du monde de Pékin, il est étonnement éliminé en qualification, ne franchisant que 5,55 m et prenant la vingt-cinquième place du tour qualificatif. Il se rattrape ensuite en terminant deuxième du meeting de Berlin avec 5,74 m, battu aux essais par le Polonais Piotr Lisek, dans des conditions venteuses compliquées.
Un duel est attendu lors du Mémorial Van Damme de Bruxelles le 11 septembre entre Renaud Lavillenie et Konstadínos Filippídis. Si Filipiddis remporte l'épreuve, il remporte pour la première fois le trophée de la Ligue de diamant, performance que seul Renaud Lavillenie a réalisé depuis 2010 où Lavillenie a remporté tous les trophées. Dans le cas contraire, si Renaud Lavillenie est, au minimum, devant Filippidis, il glane un nouveau trophée. Filippidis termine troisième du concours avec 5,80 m, tandis que Shawnacy Barber réalise 5,90 m et Renaud Lavillenie 5,95 m. Le grec termine à nouveau à la seconde place du classement général.

### 7eaux mondiaux de Portland, aux Europe d'Amsterdam et aux Jeux de Rio (2016)
Le Grec réalise sa rentrée lors du meeting d'Orléans où il se classe second du concours avec 5,67 m, derrière le Chinois Xue Changrui (5,81 m). Le 23 janvier à Rouen, il franchit 5,77 m à son second essai et se qualifie pour les Championnats du monde en salle de Portland. Il échoue par la suite trois fois à 5,84 m, barre qui aurait été synonyme de record de Grèce en salle. Il remporte également les Championnats de Grèce avec 5,70 m.
Le 21 février 2016, lors de la première édition du meeting All Star Perche organisé par Renaud Lavillenie à Clermont-Ferrand, Filippidis se classe, au terme d'un concours de niveau olympique, troisième avec 5,84 m, ajoutant un centimètre à son record de Grèce datant de 2013. Il n'est devancé que par Renaud Lavillenie (6,02 m) et Shawn Barber (5,91 m).
Le 17 mars 2016, Filippídis termine 7e lors des championnats du monde en salle de Portland avec une marque de 5,65 m et ne conserve pas son titre acquis deux ans plus tôt à Sopot. Le 8 juillet, il se classe 7e des Championnats d'Europe d'Amsterdam avec 5,30 m. Il prend la même place lors de la finale des Jeux olympiques de Rio où il ne franchit que 5,50 m.

### Vice-champion d'Europe en salle (2017)
Kostadinos Filippidis ouvre sa saison hivernale 2017 le 14 janvier à Orléans, 1er meeting du Perche Élite Tour : il s'impose avec une barre à 5,73 m, meilleure performance mondiale de l'année. Il devance les Français Kévin Menaldo et Axel Chapelle (5,65 m). Il confirme ensuite à Cottbus le 25 janvier où il termine 3e avec 5,68 m, derrière Piotr Lisek (5,92 m, WL) et Raphael Holzdeppe (5,73 m, SB).
Le 3 mars 2017, le Grec devient vice-champion d'Europe en salle à l'occasion de l'euro indoor de Belgrade avec un saut à 5,85 m, nouveau record de Grèce. Devancé aux essais par Piotr Lisek, il s'agit de sa 1re médaille au niveau continental.
Le 1er juin, il réussit 5,70 m à Athènes et s'impose devant Emmanouíl Karalís. Le 17, il remporte les Championnats nationaux avec 5,75 m mais trois jours plus tard, il se blesse au ménisque et est contraint d'abandonner les Championnats d'Europe par équipes de Lille. Il déclare forfait début août pour les championnats du monde de Londres.

### Saison 2018
Sa saison hivernale 2018 débute le 13 janvier à Orléans, pour le traditionnel Perche Élite Tour auquel il prend part tous les ans. Il remporte la compétition avec un saut à 5,71 m, quatrième performance mondiale de l'hiver. Le 6 février, à Düsseldorf, il réalise les minimas pour les championnats du monde en salle de Birmingham (5,77 m) en réalisant 5,78 m. Deux jours plus tard, il s'impose face à Piotr Lisek à Madrid avec une barre à 5,85 m, performance qui lui permet d'égaler son record de Grèce en salle. Il tente une barre à 5,95 m mais échoue.
Le 4 mars, aux championnats du monde en salle de Birmingham, il termine 7e avec 5,70 m.
Il remporte les championnats nationaux 2019 à Patras avec 5,71 m et réussit les minimas pour les championnats du monde 2019.

## Affaire en justice contre l'Etat grec
Le 19 juin 2017, à l'entrainement sur son stade olympique d'Athènes, Konstadínos Filippídis se blesse au ménisque et doit stopper sa préparation dans une période de préparation aux Championnats du monde de Londres. Fin juillet, l'athlète décide de poursuivre en justice l'État grec, propriétaire du stade olympique, en réclamant 530 000 € de dommages et intérêts car selon lui et son avocat, ils sont responsables de cet accident à cause de la présence d'un trou dans la piste d'élan dont l'athlète et son entraîneur avaient fait part à plusieurs reprises,. Filippídis a dû, en conséquence, manquer le Meeting de Paris, de Lausanne et de Monaco.

## Palmarès
| Date | Compétition                          | Lieu                               | Résultat | Marque  |
| ---- | ------------------------------------ | ---------------------------------- | -------- | ------- |
| 2003 | Championnats du monde cadets         | Sherbrooke                         | 4e       | 4,95 m  |
| 2003 | Fest. olympique de la jeunesse euro. | Paris                              | 3e       | 4,80 m  |
| 2004 | Championnats des Balkans en salle    | Péania                             | 1er      | 5,40 m  |
| 2004 | Championnats du monde juniors        | Grosseto                           | 4e       | 5,35 m  |
| 2005 | Championnats des Balkans en salle    | Péania                             | 1er      | 5,50 m  |
| 2005 | Jeux méditerranéens                  | Almería                            | 1er      | 5,60 m  |
| 2005 | Championnats d'Europe juniors        | Kaunas                             | 2e       | 5,45 m  |
| 2005 | Universiade                          | Izmir                              | 2e       | 5,75 m  |
| 2009 | Championnats d'Europe par équipes    | Leiria                             | 4e       | 5,65 m  |
| 2009 | Universiade                          | Belgrade                           | 9e       | 5,15 m  |
| 2009 | Finale mondiale                      | Thessalonique                      | 6e       | 5,50 m  |
| 2010 | Championnats du monde en salle       | Doha                               | 4e       | 5,65 m  |
| 2010 | Championnats d'Europe par équipes    | Bergen                             | 4e       | 5,50 m  |
| 2011 | Championnats d'Europe en salle       | Paris-Bercy                        | 5e       | 5,61 m  |
| 2011 | Championnats d'Europe par équipes    | Izmir                              | 1er      | 5,40 m  |
| 2011 | Championnats du monde                | Daegu                              | 6e       | 5,75 m  |
| 2011 | Ligue de diamant                     | Ligue de diamant                   | 3e       | détails |
| 2012 | Championnats des Balkans en salle    | Istanbul                           | 1er      | 5,75 m  |
| 2012 | Championnats du monde en salle       | Istanbul                           | 7e       | 5,70 m  |
| 2012 | Championnats d'Europe                | Helsinki                           | 5e       | 5,72 m  |
| 2012 | Jeux olympiques                      | Londres                            | 6e       | 5,65 m  |
| 2013 | Championnats d'Europe en salle       | Göteborg                           | 4e       | 5,76 m  |
| 2013 | Championnats du monde                | Moscou                             | 10e      | 5,65 m  |
| 2013 | Ligue de diamant                     | Ligue de diamant                   | 2e       | détails |
| 2014 | Championnats du monde en salle       | Sopot                              | 1er      | 5,80 m  |
| 2014 | Championnats d'Europe par équipes    | Tallin                             | 3e       | 5,30 m  |
| 2014 | Championnats d'Europe                | Zurich                             | 7e       | 5,60 m  |
| 2014 | Ligue de diamant                     | Ligue de diamant                   | 2e       | détails |
| 2015 | Championnats d'Europe en salle       | Prague                             | 5e       | 5,75 m  |
| 2015 | Championnats d'Europe par équipes    | Heraklion                          | 1er      | 5,80 m  |
| 2015 | Ligue de diamant                     | Ligue de diamant                   | 2e       | détails |
| 2016 | Championnats du monde en salle       | Portland                           | 7e       | 5,65 m  |
| 2016 | Championnats d'Europe                | Amsterdam                          | 7e       | 5,30 m  |
| 2016 | Jeux olympiques                      | Rio de Janeiro                     | 7e       | 5,50 m  |
| 2017 | Championnats des Balkans en salle    | Belgrade                           | 2e       | 5,71 m  |
| 2017 | Championnats d'Europe en salle       | Belgrade                           | 2e       | 5,85 m  |
| 2018 | Circuit mondial en salle de l'IAAF   | Circuit mondial en salle de l'IAAF | 2e       | détails |
| 2018 | Championnats du monde en salle       | Birmingham                         | 7e       | 5,70 m  |
| 2018 | Championnats d'Europe                | Berlin                             | 6e       | 5,75 m  |
| 2018 | Ligue de diamant                     | Ligue de diamant                   | 8e       | 5,63 m  |
| 2019 | Championnats d'Europe en salle       | Glasgow                            | finale   | NM      |
| 2019 | Championnats d'Europe par équipes    | Bydgoszcz                          | 4e       | 5,66 m  |

## Records
| Épreuve          | Épreuve   | Marque      | Lieu            | Date                       |
| ---------------- | --------- | ----------- | --------------- | -------------------------- |
| Saut à la perche | Plein air | 5,91 m (NR) | Paris           | 4 juillet 2015             |
| Saut à la perche | En salle  | 5,85 m      | Belgrade Madrid | 3 mars 2017 8 février 2018 |

### Meilleures performances de l'année
| Année | Marque     | Date            | Lieu             | Rang |
| ----- | ---------- | --------------- | ---------------- | ---- |
| 2003  | 5,22 m     | 14 juin 2003    | Trikala          | —    |
| 2004  | 5,50 m     | 28 juin 2004    | La Canée         | 88   |
| 2005  | 5,75 m     | 18 août 2005    | Izmir            | 17   |
| 2006  | 5,55 m     | 17 juillet 2006 | La Canée         | 56   |
| 2007  | 5,10 m     | 3 février 2007  | Péania           | —    |
| 2008  | —          | —               | —                | —    |
| 2009  | 5,65 m     | 21 juin 2009    | Leiria           | 34   |
| 2010  | 5,70 m (i) | 16 janvier 2010 | Manchester       | 25   |
| 2011  | 5,75 m     | 29 août 2011    | Daegu            | 12   |
| 2012  | 5,80 m     | 23 août 2012    | Lausanne         | 7    |
| 2013  | 5,83 m (i) | 31 janvier 2013 | Linz             | 7    |
| 2014  | 5,80 m (i) | 8 mars 2014     | Sopot            | 6    |
| 2015  | 5,91 m     | 4 mai 2015      | Paris            | 5    |
| 2016  | 5,84 m (i) | 21 février 2016 | Clermont-Ferrand | 5    |
| 2017  | 5,85 m (i) | 3 mars 2017     | Belgrade         | 7    |
| 2018  | 5,85 m (i) | 8 février 2018  | Madrid           | 4    |
| 2019  | 5,71 m     | 28 juillet 2019 | Patras           |      |